# 藤原恒佐
藤原 恒佐（ふじわら の つねすけ）は、平安時代前期から中期にかけての公卿。藤原北家、左大臣・藤原良世の七男。官位は正三位・右大臣、贈正二位。一條右大臣または土御門右大臣と号す。

## 経歴
左近衛将監・六位蔵人を経て、宇多朝末の寛平8年（896年）父の左大臣・藤原良世が致仕してまもなく従五位下に叙爵する。
醍醐朝に入り、右馬助・右兵衛佐・左近衛少将と武官を歴任する一方、延喜10年（910年）五位蔵人、延喜11年（911年）春宮亮と醍醐天皇と皇太子・保明親王に身近に仕える。のち、延喜12年（912年）従四位下・蔵人頭、延喜13年（913年）右近権中将、延喜14年（914年）左近衛中将と、武官を務めながら順調に昇進し、延喜15年（915年）参議に任じられ公卿に列す。これは、文章生から文官を歴任した6歳年上の兄・邦基より6年早い公卿昇格であった。
その後も、議政官として左近衛中将・衛門督と武官を務める一方、延喜17年（917年）従四位上、延喜23年（923年）従三位・権中納言、延長5年（927年）中納言、承平2年（932年）正三位、承平3年（933年）大納言と醍醐朝後半から朱雀朝にかけても順調に昇進する。承平6年（936年）には上席の大納言・藤原保忠の薨去により、太政官において藤原北家嫡流の忠平・仲平兄弟に次ぐ席次を占め、同年右近衛大将を兼ね、翌承平7年（937年）には右大臣に至った。承平8年（938年）5月5日薨去。享年60。最終官位は右大臣正三位兼行右近衛大将。没後まもなく正二位の贈位を受けた。

## 官歴
注記のないものは『公卿補任』による。
- 寛平6年（894年） 正月15日：左近衛将監
- 寛平8年（896年） 12月28日：従五位下
- 寛平10年（898年） 正月29日：信濃権介。5月10日：右馬助
- 昌泰2年（899年） 4月2日：右兵衛佐
- 延喜6年（906年） 正月7日：従五位上。9月17日：左近衛少将
- 延喜7年（907年） 正月13日：兼近江介
- 延喜8年（908年） 正月19日：昇殿。3月5日：見右衛門権佐[1]
- 延喜10年（910年） 正月7日：正五位下。正月21日：五位蔵人
- 延喜11年（911年） 4月28日：兼春宮亮
- 延喜12年（912年） 正月7日：従四位下。正月15日：兼伊予権守。正月20日：蔵人頭
- 延喜13年（913年） 正月28日：右近衛権中将。亮守等如元。4月15日：兼讃岐権守
- 延喜14年（914年） 4月22日：右近衛中将
- 延喜15年（915年） 6月25日：参議、右中将讃岐権守等如元
- 延喜17年（917年） 正月7日：従四位上。正月29日：兼備前権守
- 延喜20年（920年） 正月20日：兼左近衛中将
- 延喜21年（921年） 正月30日：兼右衛門督。2月14日：兼検非違使別当
- 延喜22年（922年） 正月30日：兼播磨守
- 延喜23年（923年） 正月22日：従三位、権中納言、右衛門督使別当如元
- 延長5年（927年） 正月12日：中納言、右衛門督使別当如元
- 延長8年（930年） 12月17日：左衛門督、使別当如元
- 承平2年（932年） 正月7日：正三位
- 承平3年（933年） 2月13日：大納言
- 承平6年（936年） 8月15日：兼右近衛大将
- 承平7年（937年） 正月22日：右大臣、右大将如元
- 承平8年（938年） 5月5日：薨去（右大臣正三位兼行右近衛大将）。5月19日：贈正二位

## 系譜
注記のないものは『尊卑分脈』による。
- 父：藤原良世
- 母：紀勢子（紀豊春（春豊[2]とも）の娘）
- 妻：源定有の娘
  - 男子：藤原有相（908-959）
  - 男子：藤原有時
- 妻：藤原清貫の娘
  - 男子：藤原有章
  - 男子：藤原真忠
  - 男子：藤原陳忠
  - 男子：藤原則忠
  - 男子：藤原懐忠（?-?）
  - 男子：藤原国忠
  - 女子：常明親王妃
  - 女子：後撰和歌集歌人。「真忠が妹」として入集。